# Dave Sexton
David Sexton (* 6. April 1930 in Islington; † 25. November 2012) war ein englischer Fußballspieler und Fußballtrainer.

## Karriere

### Spielerkarriere
Der Sohn eines ehemaligen Boxprofis begann seine Profikarriere 1951 bei Luton Town. Von 1952 bis 1955 spielte er bei West Ham United. Den weiteren Verlauf der Karriere waren Saisonaufenthalte bei Leyton Orient (1956–1957), Brighton & Hove Albion (1957–1958) und Crystal Palace (1959). 1959 beendete Sexton seine Spielerkarriere.

### Trainerkarriere
Den ersten kurzfristigen Trainerjob hatte der Engländer bei Leyton Orient 1965. Von 1967 bis 1974 war er Trainer beim FC Chelsea. Bei den Blues wurde er 1970 FA-Cup-Sieger und holte 1971 den Pokal der Pokalsieger. Nach den Erfolgen auf nationalen und internationalen Niveau wurde er 1974 aufgrund miserabler Leistungen seiner Mannschaft gefeuert. Sexton ging sofort darauf zu den Queens Park Rangers, die er bis 1977 treu blieb. 1977 kam er zu den Red Devils nach Manchester. Bei Manchester United wurde Sexton nicht glücklich. Nach vier relativ erfolglosen Jahren wurde er Trainer der englischen U-21-Auswahl. Als Trainer der U-21 wurde er zwei Mal europäischer Junioreneuropameister. Er war U-21-Trainer von 1977 bis 1996, mit einer Unterbrechung als Cheftrainer bei Coventry City von 1981 bis 1983 und einer vierjährigen Schaffenspause.

### Erfolge
- 1 × englischer Pokalsieger mit den FC Chelsea (1970)
- 1 × Pokal der Pokalsieger mit den FC Chelsea (1971)
- 2 × U-21-Europameister mit England (1982, 1984)